# Ronde van Frankrijk 2006/Twintigste etappe
De twintigste etappe van de Ronde van Frankrijk 2006 werd verreden op 20 juli 2006 tussen Antony en Parijs: Champs-Elysées over een afstand van 152 km.

## Verloop
Thor Hushovd, won zijn tweede etappe - na de proloog. Floyd Landis was eindwinnaar, maar werd later geschorst wegens gebruik van testosteron. Óscar Pereiro werd als eindwinnaar benoemd.
Proloog ·
1e etappe ·
2e etappe ·
3e etappe ·
4e etappe ·
5e etappe ·
6e etappe ·
7e etappe ·
8e etappe ·
9e etappe ·
10e etappe ·
11e etappe ·
12e etappe ·
13e etappe ·
14e etappe ·
15e etappe ·
16e etappe ·
17e etappe ·
18e etappe ·
19e etappe ·
20e etappe
Startlijst · Eindstanden · Afbeeldingen